# Tlesa
Tlesa is een bestuurslaag in het regentschap Pamekasan van de provincie Oost-Java, Indonesië. Tlesa telt 1192 inwoners (volkstelling 2010).